# Centropogon mellitus
Centropogon mellitus är en klockväxtart som beskrevs av Franz Elfried Wimmer. Centropogon mellitus ingår i släktet Centropogon och familjen klockväxter. Inga underarter finns listade i Catalogue of Life.